# 原田宗彦
原田 宗彦（はらだ むねひこ、1954年3月18日 - ）は、日本のスポーツマーケティング研究者。大阪体育大学学長。大阪府出身。

## 人物
「スポーツと都市づくり」を主要な研究のテーマに掲げ、「観光振興」、「都市再生」、「スポーツの制度改革と施設整備の駆動力」、「生涯スポーツ社会、スポーツ文化の形成」などの理由から五輪招致に積極的論者である。JOCオリンピック招致推進プロジェクト委員に所属し、2008年大阪オリンピック招致活動、2016年東京オリンピック招致活動に尽力してきた。

## 経歴
- 1977年 - 京都教育大学教育学部卒業
- 1979年 - 筑波大学大学院体育研究科修士課程修了
- 1984年 - ペンシルベニア州立大学体育・レクリエーション学部博士課程修了(Ph.D.)
- 1987年 - 鹿屋体育大学助手
- 1988年 - 大阪体育大学体育学部講師
- 2005年 - 大阪体育大学体育学部教授
- 1995年 - テキサスA&M大学フルブライト上級研究員
- 2005年 - 早稲田大学スポーツ科学学術院教授
- 2012年 - 一般社団法人日本スポーツツーリズム推進機構会長
- 2021年 - 大阪体育大学学長
- 2023年 - 公益財団法人日本バドミントン協会理事[1]

## 役職
- JOCゴールドプラン委員会委員
- Jリーグ経営諮問委員会委員
- 日本スポーツ産業学会理事
- 日本体育・スポーツ経営学会理事
- 独立行政法人日本スポーツ振興センター国立スポーツ科学センター業績評価委員
- 札幌市　冬季オリンピック・パラリンピック開催概要計画検討委員会・委員長（2026年冬季オリンピック誘致検討）[2]

など多数。

## 著作

### 単著
- 『スポーツ産業論』（杏林書院）
- 『スポーツイベントの経済学』（平凡社）
- 『レジャースポーツサービス論』（建帛社）

### 編著
- 『スポーツ産業論入門』（杏林書院）
- 『スポーツマーケティング』（大修館書店）
- 『図解スポーツマネジメント』（大修館書店）
- 『新しい軽スポーツのすすめ』（杏林書院）

### 翻訳
- 『アメリカ・スポーツビジネスに学ぶ経営戦略』（大修館書店）…原著デビッド・Ｍ・カーター、ダレン・ロベル
- 『公共サービスのマーケティング』（遊時創造 ）…原著ジョン・クロンプトン、チャールズ・ラム